# Geissois belema
Geissois belema är en tvåhjärtbladig växtart som beskrevs av Pillon & H.C.Hopkins. Geissois belema ingår i släktet Geissois och familjen Cunoniaceae. Inga underarter finns listade i Catalogue of Life.